# Берлинская раввинская семинария
Берлинская раввинская семинария (нем. Rabbiner Seminar für das Orthodoxe Judenthum) была основана в Берлине 22 октября 1873 года раввином доктором Азриэлем Гильдесхаймером для подготовки раввинов, принадлежащих к направлению ортодоксального модернизма.
Семинария была закрыта нацистами в 1938 году. В 2009 г. восстановлена под названием Семинария Гильдесхаймера, в открытии приняли участие потомки основателя семинарии. Современная семинария переместилась в новые помещения — синагога Скобло и Учебный центр (Брунненштрассе 33, район Хаккешер-Маркт).

## История
В Европе в первой половине XIX века шла острая внутриеврейская борьба между реформистами и ортодоксами, к середине века реформисты сумели завоевать значительные позиции. Ортодоксальная община Берлина, находившаяся в меньшинстве, основала общество «Адас Исраэль» и пригласила на пост раввина доктора Азриэля Гильдесхаймера в 1869 году. Гильдесхаймер согласился, с условием, что он будет продолжать просветительскую деятельность, как до этого в Венгрии. Получив согласие общины, Гильдесхаймер провел в разных частях Германии в 1872 году серию лекций, чтобы убедить в необходимости создания учебного заведения нового типа, где готовили бы ортодоксальных раввинов, владеющих также всем богатством европейской культуры. Вследствие этих выступлений был создан комитет по созданию раввинской семинарии нового типа — того, что стали называть позднее ортодоксальным модернизмом.
22 октября 1873 года произошло торжественное открытие семинарии. Гильдесхаймер занял пост ректора, кроме него в семинарии работали р. Давид Цви Хоффман по Талмуду, Танаху и Галахе, др. Авраам Берлинер по истории литературы и истории евреев, затем присоединился Яаков Барт по ивриту, толкованиям Танаха, кроме Торы, а также философии религии. Новый преподаватель Гирш Гильдесхаймер, сын ректора, взял на себя историю. В академическое расписание включили Филонa, Иосифа Флавия и географию Палестины. Ещё позднее к преподавательскому составу присоединились др. Саломон Кон по теоретической и практической гомилетике и выпускник семинарии Я. Вогельмут по Талмуду, философии религии и теоретической гомилетике.

Подпись рава Гильдехаймера на раввинском дипломе (смиха), 1882. Такое удостоверение давалось малому количеству особо сильных учеников. Большинство получало диплом об окончании семинарии.

После смерти основателя семинарию возглавил выдающийся специалист по Танаху Давид Цви Хоффман (его часто цитирует Нехама Лейбович). Последующий ректор Авраам Элияу Каплан рано умер, и тогда на должность пригласили р. Иехиэля Яакова Вайнберга.
После прихода нацистов к власти стало ясно, что семинария не сможет продолжать работу в Германии. Попытки передислоцировать её в подмандатную Палестину наткнулись на сопротивление тамошних религиозных кругов, и в 1938 году семинария была закрыта, а р. Вайнберг был выслан за пределы германского рейха.
Фактически главные представители ортодоксального модернизма сформировались под влиянием семинарии и р. Гильдесхаймера, а также книг р. Ш. Р. Гирша.

Здание берлинской семинарии с 1904 года и до 1938. Плакат на современном здании показывает пропавший балкон 3-го этажа
Здание семинарии в конце 19-го века. Артиллерийская улица, 31.
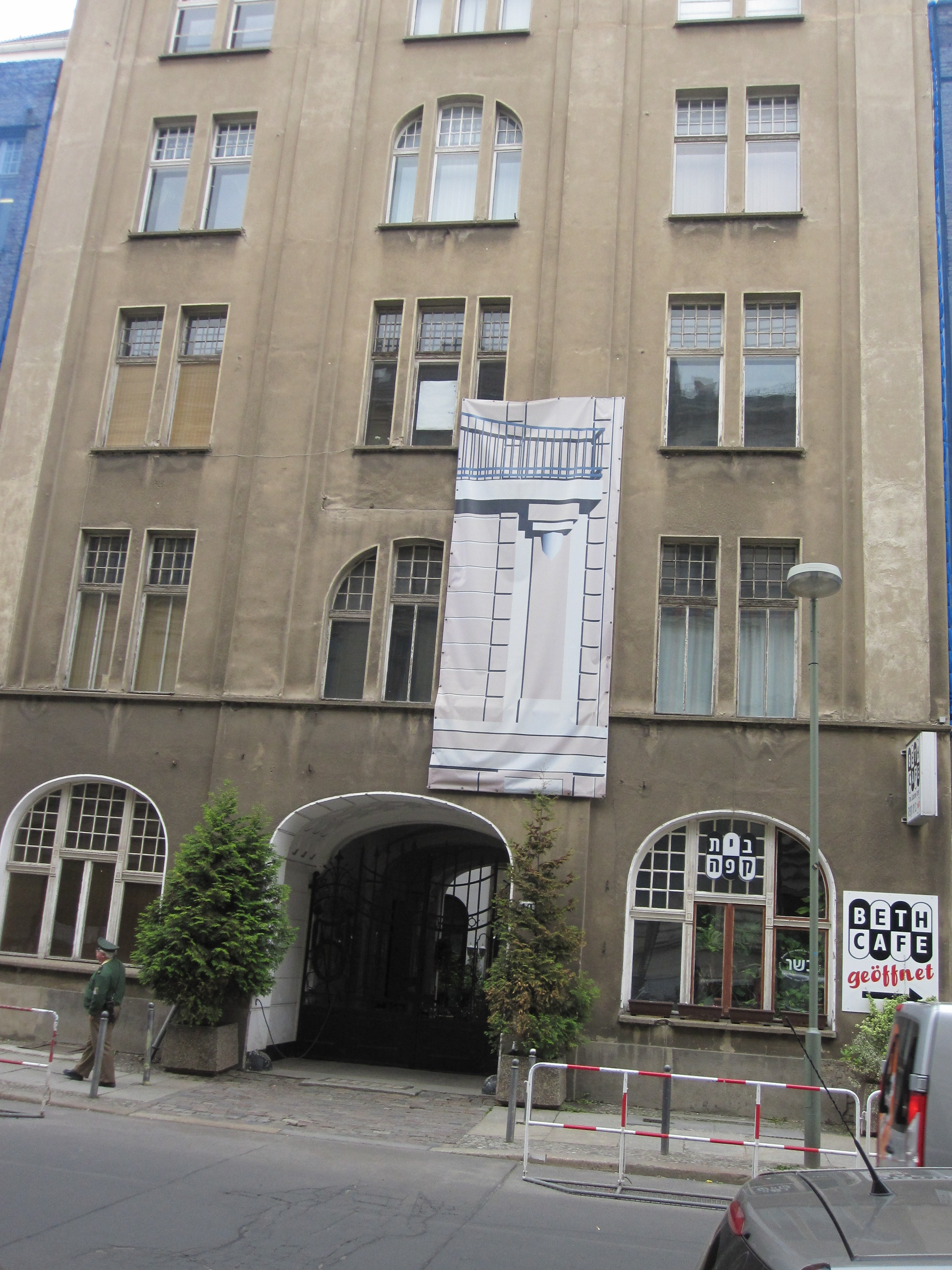
Здание семинарии в начале 21-го века. Теперь улица Тухольского, 40.

## Образ работы семинарии
Построение курса имело большое сходство с конкурентными учебными заведениями: нем. Hochschule für die Wissenschaft des Judentums (Высшая школа еврейской науки об иудаизме в Берлине) и семинария в Бреслау. Все три учебных заведения имели деление на нижнее и верхнее отделение. У Гильдесхаймера учились шесть лет, в Высшей школе — 5, а в Бреслау — 7. Семинария имела два отделения: начальное и высшее. Начальный курс продолжался два года, после чего надо было сдать экзамен для поступления в высшее отделение. Впрочем, иногда допускалась сдача экзамена сразу в высшее отделение. В последнем учились четыре года, и в качестве условия поступления требовалось умение читать места из Талмуда на среднем уровне сложности, включая Раши и Тосфот, а также диплом выпускника гимназии или свидетельства о возможности поступить в последний класс гимназии. И, конечно, религиозный образ жизни кандидата. Обучение в семинарии завершалось экзаменом по знаниям о еврейских обычаях и законах. При успешной сдаче экзамена выпускник получал диплом, традиционное посвящение в раввины (смиха) выдавалось р. Гильдесхамером редко, только выдающимся ученикам. Диплом содержал условие, что его обладатель будет придерживаться ортодоксального иудаизма, в противном случае он задним числом становился недействительным.
Учебная программа при Гильдесхаймере была похожа на принятую в Высшей школе и семинарии в Бреслау, главным предметом являлись Талмуд и кодексы. В первые два года изучалась начальная часть кодекса Шулхан Арух — «Орах Хаим» с упором на практические вопросы. Два часа посвящались Пятикнижию (Торе), два — на грамматику иврита и экзегетику, ещё час — на Мидраш и гомилетику. На втором году обучения ещё два часа отводилось истории евреев. На третьем и четвёртом году на Талмуд отводилось 5 часов в неделю, и дополнительные 2-5 часов шли на изучение литературы из жанра «респонса». Третьекурсники изучали также два часа в неделю историю Исхода из Египта, два на географию Палестины, ещё два — на еврейскую историю. На четвёртом году изучали пророков и историю и литературу евреев. На пятом и шестом году изучали 5 часов в неделю Талмуд, три — респонсы, по два — на Пятикнижие и пророков и ещё два на еврейскую историю и литературу.
Факультативы читались по «Путеводителю растерянных» Маймонида и историческому анализу источников Мишны. Курс по научному анализу иудаизма не давал баллов, но был обязательным. Этот курс и затем обучение в университете давали основу «научно-еврейского образования».
Сам Гильдесхаймер вёл для начинающих занятия по трактатам «Иевамот», «Шаббат», «Кетубот», что затрагивало актуальные вопросы брака и праздников. Он читал курс о сравнении книг Иехуды Галеви «Кузари» и «Путеводителю растерянных» Маймонида, курс истории евреев от Вавилонского изгнания до Маккавеев, а также важный курс, называемый: «Критика источников: исследования по новейшей библейской критике». Для студентов второго года и далее он читал продолжение курса истории и Талмуда.
Давид Цви Хоффман преподавал Талмуд: Шабат, а также законы Шабата из «Орах Хаим», а также книгу «Левит» и праздники. Для продвинутых он давал трактаты «Менахот», «Мегила», «Сукка», а также законы миквы, кашрут и книгу «Второзаконие». Берлинер вёл курсы по ивритской литературе и по комментаторам Торы, а также Масоре (традиции передачи текста) и респонсам. Яаков Барт отвечал за Библию и грамматику иврита. Позднее прибавились курсы по использованию исторических источников и средневековой философии.
Интересно, что раздел «Шулхан Аруха» «Хошен Мишпат» почти не изучался, так как реально всё гражданское судопроизводство велось властями, и еврейские законы практического значения не имели.
Семинария и её конкуренты предполагали получение степени доктора в университете, у Гильдесхаймера, как правило в Берлинском, параллельно с последними годами в семинарии. Отчёт о деятельности семинарии за 25 лет приводит список научных работ выпускников, темы охватывают довольно широкий круг вопросов: философия Кантa, папа Лев IX, еврейские элементы Корана, огласовка Мишны.
За первых 32 года деятельности семинария подготовила около 200 выпускников: раввинов, лекторов, профессоров. Выпускники иешивы пользовались большим спросом по всей Европе, в 1884 году Гильдесхаймер с гордостью заметил, что не смог удовлетворить все запросы европейских еврейских общин.

## Главы семинарии
- 1873—1899 — Др. Азриэль Гильдесхаймер (1820—1899)
- 1899—1920 — Др. Давид Цви Хоффман (1843—1921)
- 1920—1924 — Р. Авраам Элияу Каплан (1890—1924)
- 1924—1938 — Р. Иехиэль Яаков Вайнберг (1878—1966)
- 1938—2009 — семинария не функционировала
- 2009—2022 — Р. Ханох Эрентрой (ум. 2022)

Портреты ректоров семинарии
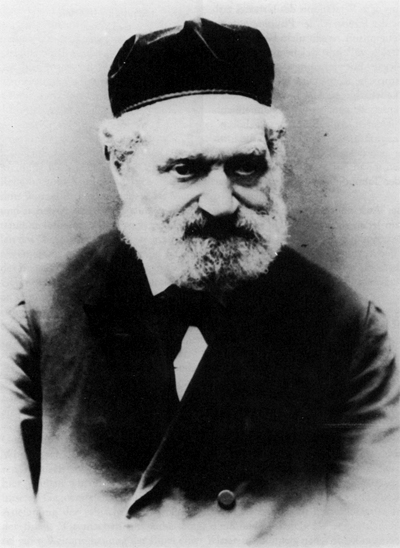
Создатель и директор рав Азриэль Гильдесхаймер
Давид Цви Хоффман — раввин, доктор, исследователь Танаха
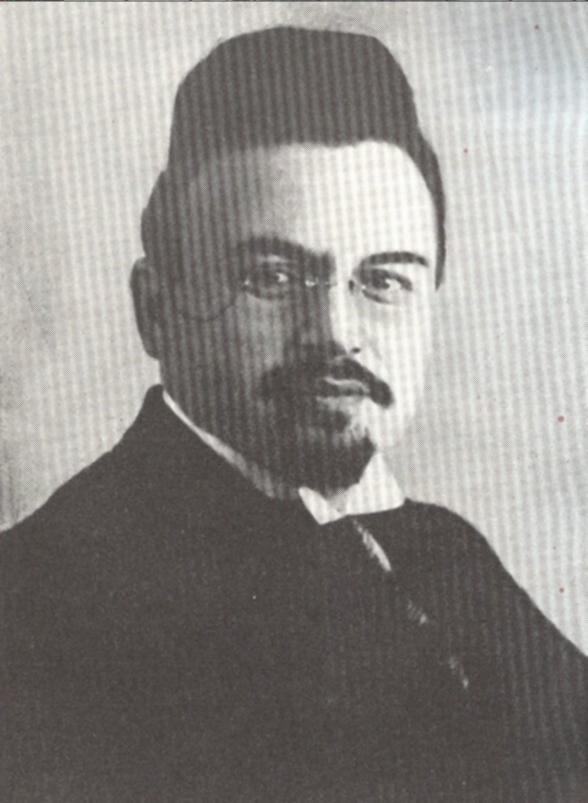
Раввин, поэт Авраам Элияу Каплан
Раввин Иехиэль Яаков Вейнберг, ректор вплоть до закрытия семинарии нацистами.

Групповые фотоснимки семинарии
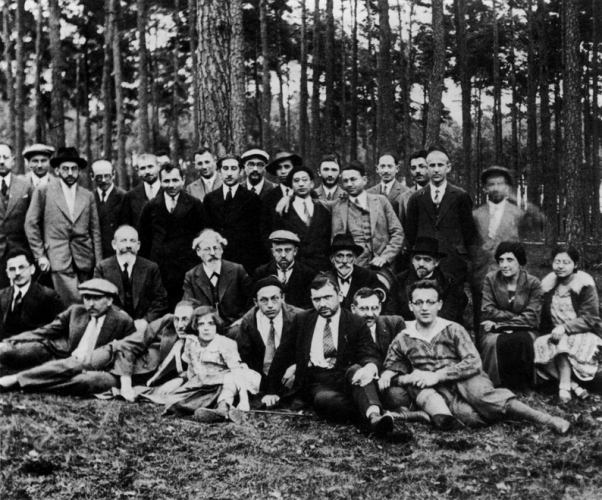
Семинария в 1898 году, 25 лет работы.
Семинария в 1928 году. Четвёртый справа — Иехиэль Яаков Вайнберг.
Семинария в 1933 году. Пятый справа — Иехиэль Яаков Вайнберг. Четвёртый слева — его главный ученик р. Элиэзер Беркович.
Глава Берлинской раввинской семинарии, 1936 год, Иехиэль Яаков Вайнберг — крайний правый в переднем ряду.

Известные преподаватели семинарии
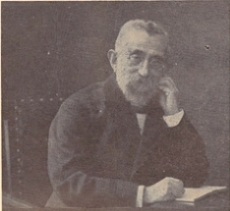
Авраам Берлинер, (Abraham Berliner), 1833–1915, история, литература
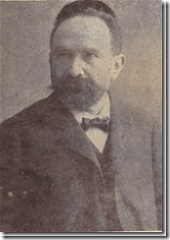
Яаков Барт, умер в 1914, иврит, Танах, философия религии

## Знаменитые ученики и преподаватели семинарии
- Гдалия Алон (1901—1950) — историк
- Р. доктор Беркович, Элиезер (1908—1992) — раввин, философ
- доктор Берлинер, Абрахам (1833—1915) — учёный, богослов и историк.
- Р. Хаим-Моше Шапиро (Haim-Moshe Shapira, 1902—1970), политик, один из подписавших Декларацию о Независимости, министр 1948—1970
- Р. доктор Йосеф Бург (Yosef Burg, 1909—1999), политик, министр Израиля.
- Р. доктор Давид Цви Хоффман (1843—1921) — ректор семинарии, исследователь Библии
- Р. доктор Й. Д. Соловейчик (1903—1993) — виднейший раввин в США, один из основателей Иешивы-Университета, философ
- р. Менахем Мендл Шнеерсон (последний Любавический Реббе) посещал уроки р. Иехиэля Яакова Вайнберга[10]
- Абрахам Адольф Френкель (1891—1965) — выдающийся математик, соавтор аксиоматики теории множеств Цермело-Френкеля, первый декан математического факультета Еврейского университета в Иерусалиме, затем и ректор[11].
- Юджин Миттвох (нем. Eugen Mittwoch) — профессор, основатель исламских исследований в Германии[11].
- Людвиг Штайн — профессор философии в Берне, основатель теории эволюционного оптимизма[11][12].
- Самюэль Клайн — первый профессор географии в Еврейского университета в Иерусалиме, один из основателей этого университета[11][13].
- Юджин Тойблер (англ. Eugen Täubler) — историк, профессор в Гейдельберге, преподавал также в Высшей еврейской школе в Берлине[11].
- Аарон Барт (ивр. אהרן ברט‎) — финансист, большой вклад в построение банковской системы Израиля, автор философской книги «Наше поколение перед лицом вечных проблем.»
- Др. Лео Дойчлендер — деятель образования, сотрудник Сарры Шенирер и создатель первой учебной программы для девочек Восточной Европы «Бейт-Яааков»[11][14][15].
- Лео Юнг (англ. Leo Jung) — известный раввин, один из основателей ортодоксии в Америке[11], был президентом Orthodox Union.
- Моше Унна — первый заместитель министра образования в Израиле, член Кнессета от религиозных партий в течение 20 лет, председатель парламентских комитетов[11].
- Калман Кахана — не студент, но получил раввинское звание в семинарии. Заместитель министра образования в Израиле, многолетний член Кнессета, подписал Декларацию независимости Израиля[11].